# Radziuki
Radziuki (biał. Радзюкі; ros. Радюки) – agromiasteczko na Białorusi, w obwodzie witebskim, w rejonie szarkowszczyńskim, w sielsowiecie Radziuki.

## Historia
W czasach zaborów dobra i karczma w okręgu wiejskim Julianowo, w gminie Ihumenowo, w powiecie dzisieńskim, w guberni wileńskiej Imperium Rosyjskiego. Pod koniec XIX wieku należała Borowskiego.
W latach 1921–1945 majątki Radziuki I i Radziuki II leżały w Polsce, w województwie wileńskim, w powiecie dziśnieńskim, w gminie Szarkowszczyzna.
Według Powszechnego Spisu Ludności z 1921 roku zamieszkiwało:
- Radziuki I – 50 osób, 30 było wyznania rzymskokatolickiego, 10 prawosławnego a 10 mojżeszowego. Jednocześnie 24 mieszkańców zadeklarowało polską a 26 białoruską przynależność narodową. Było tu 8 budynków mieszkalnych[3]. W 1931 w 3 domach zamieszkiwało 26 osób[4].
- Radziuki II – 31 osób, 29 było wyznania rzymskokatolickiego, 2 prawosławnego. Jednocześnie 30 mieszkańców zadeklarowało polską a 1 białoruską przynależność narodową. Było tu 5 budynków mieszkalnych[3]. W 1931 w 4 domach zamieszkiwało 31 osób[4].

Wierni należeli do parafii rzymskokatolickiej i prawosławnej w Szarkowszczyźnie. Miejscowość podlegała pod Sąd Grodzki w Głębokiem i Okręgowy w Wilnie; właściwy urząd pocztowy mieścił się w Szarkowszczyźnie.
W wyniku napaści ZSRR na Polskę we wrześniu 1939 miejscowość znalazła się pod okupacją sowiecką. 2 listopada została włączona do Białoruskiej SRR. Od czerwca 1941 roku pod okupacją niemiecką. W 1944 miejscowość została ponownie zajęta przez wojska sowieckie i włączona do Białoruskiej SRR.
Od 1991 w składzie niepodległej Białorusi.